# Love Is Forever
«Love Is Forever» (укр. Любов — це назавжди) — пісня данської співачки Леонори, яка представляла Данію на конкурсі Євробачення 2019 року в Тель-Авіві. Це перша багатомовна пісня Данії на Євробаченні, а також перша данська пісня з данською мовою після скасування мовного правила в 1999 році. Пісня посіла 12-е місце на Євробаченні зі 120 балами.

## Пісенний конкурс Євробачення
Пісня представляла Данію на пісенному конкурсі Євробачення 2019, після того, як Леонора була обрана через Dansk Melodi Grand Prix 2019, музичний конкурс, який відбирає заявки країни на конкурс.
28 січня 2019 року було проведено спеціальне жеребкування Євробачення, під час якого кожна країна потрапляє в один із двох півфіналів, а також визначається, у якій половині шоу вони виступатимуть. Данія потрапила до другого півфіналу та виступила в першій половині шоу. Пісня «Love Is Forever» була виконана 16 травня 2019 року та досягла 10 позиції у півфіналі, що дозволило країні потрапити у фінал.
Фінал Євробачення 2019 відбувся 18 травня 2019 року — Данія посіла 12 місце. За підсумками голосування пісня отримала 120 балів: 51 від телеглядачів та 69 від професійного журі.